# Jazz Bilzen
Jazz Bilzen - багатоденний джаз і поп-фестиваль просто неба, який відбувався в період з 1965 по 1981 рік у бельгійському місті Білзен. Jazz Bilzen - перший фестиваль на континенті, де джаз і поп-музика були об'єднані. Тому, Jazz Bilzen іноді називають «матір'ю всіх (європейських) фестивалів". Як і National Jazz and Blues Festival у Великій Британії, і джазовий фестиваль Jazz Festival International у Comblain-la-Tour, які були парадигмою, Bilzen почав виключно як джазовий фестиваль, але досить скоро блюз, фолк, рок і soul, а згодом, навіть панк і нова хвиля, також не були винятком. З 1980-х років фестиваль було замінено на Torhout-Werchter, який в даний час є Rock Werchter. Спочатку Humo, популярний бельгійський тижневик, був головним спонсором. Після декількох років, вони вийшли через триваючі проблеми з безпекою і заворушення, що були викликані ними.  
 У фестивалі брали участь багато поп-виконавців: Boudewijn de Groot, Van Morrison, John Cale, Лу Рід, Кет Стівенс, The Pretty Things, MC5, Ян Аккерман, Джефф Бек, Al Stewart, Mungo Jerry, Bonzo Dog Doo Dah Band, Jango Edwards, Kevin Ayers, Golden Earring, Alvin Lee, Focus, Soft Machine, Camel, Badfinger, Procol Harum, The Moody Blues, Group 1850, Magma, Ian Gillan Band, Wishbone Ash, Spencer Davis Group, T. Rex, Fairport Convention, Third World War, Supercharge, Kevin Coyne, Aerosmith, Whitesnake, The Faces, AC/DC, Рорі Галлагер, Screaming Lord Sutch, Mott The Hoople, Cuby & the Blizzards, Herman Brood, Black Sabbath, Ekseption, The Holy Modal Rounders, Alberto y Lost Trios Paranoias, Black Oak Arkansas, Rick Wakeman, Humble Pie, Ginger Baker, Medicine Head, Japan, Nils Lofgren, Ted Nugent, Man, John Miles, Barclay James Harvest, Marsha Hunt, The Kinks, The Troggs, Status Quo, Thin Lizzy, The Jam, The Police, Elvis Costello, Ramones, The Clash, The Cure, Blondie, The Damned and Deep Purple.  
 У фестивалі брали учать такі великі зірки, як Toots Thielemans, Clark Terry, Ornette Coleman, Dizzy Gillespie, Sonny Rollins, Charles Mingus, Dutch Swing College Band, Elvin Jones, Memphis Slim, Brian Auger, John McLaughlin, Yusef Lateef, Slide Hampton, Archie Shepp, Keith Jarrett, Chick Corea, Mahavishnu Orchestra, Han Bennink, Herman van Veen, Champion Jack Dupree, Eddie Boyd, Alexis Korner, Alan Stivell, James Brown, Ike and Tina Turner, Reverend Gary Davis, Jan Hammer, Klaus Doldinger, Dexter Gordon, Stanley Clarke, Charles Lloyd, Peter Brötzmann, Jean-Luc Ponty, Larry Coryell, Steve Shorter, Marc Moulin, Weather Report.  
 Серед невідомих, запрошених артистів були Френк Заппа, Pink Floyd, The Nice, Jack Bruce, Mimi Fariña, Elton John, Badger, Pentangle and ELO. 